# Roman Monariow
Roman Giennadjewicz Monariow, ros. Роман Геннадьевич Монарёв, ukr. Роман Геннадійович Монарьов, Roman Hennadijowicz Monariow (ur. 17 stycznia 1980 w Kirowohradzie) – rosyjski piłkarz pochodzenia ukraińskiego, grający na pozycji napastnika, trener piłkarski. 17 kwietnia 2009 zmienił ukraińskie obywatelstwo na rosyjskie.

## Kariera piłkarska
Wychowanek DJuSSz w Kirowohradzie. W 1997 rozpoczął karierę piłkarską w miejscowym klubie Zirka Kirowohrad, skąd latem następnego roku został zaproszony przez trenera Nikołaja Łatysza do Ałanii Władykaukaz. Ale rozegrał tylko 4 mecze i na początku 1999 powrócił do Ukrainy, gdzie został piłkarzem Krywbasa Krzywy Róg. Po roku przeniósł się do CSKA Kijów. Latem 2001 wyjechał do Rosji, gdzie został piłkarzem CSKA Moskwa. W 2003 został wypożyczony do Torpedo-Metałłurga Moskwa. Na początku 2004 powrócił do Ukrainy gdzie przez pół roku bronił barw Arsenału Kijów, po czym wyjechał do Kazachstanu, gdzie grał w klubie Żenis Astana. Od 1999 bronił barw rosyjskich klubów KAMAZ Nabierieżnyje Czełny, Łucz-Eniergija Władywostok, Szynnik Jarosław i FK Niżny Nowogród. W 2012 zakończył karierę w Czornomorcu Odessa.

## Kariera trenerska
Na początku października 2016 stał na czele młodzieżowej drużyny Zirki Kropywnycki. 15 listopada 2016 roku został mianowany na pełniącego obowiązki głównego trenera Zirki, a 11 maja 2017 został zatwierdzony na tym stanowisku jako główny trener. 5 czerwca 2018 został zwolniony z klubu.

## Sukcesy i odznaczenia

### Sukcesy klubowe
- brązowy medalista Mistrzostw Ukrainy: 1999
- wicemistrz Rosji: 2002
- mistrz Pierwszej Dywizji Rosji: 2007
- zdobywca Pucharu Rosji: 2002

### Sukcesy indywidualne
- autor najlepszej bramki w Mistrzostwach Rosji: 2008[6]